# 赫尔曼·约瑟夫·阿布斯

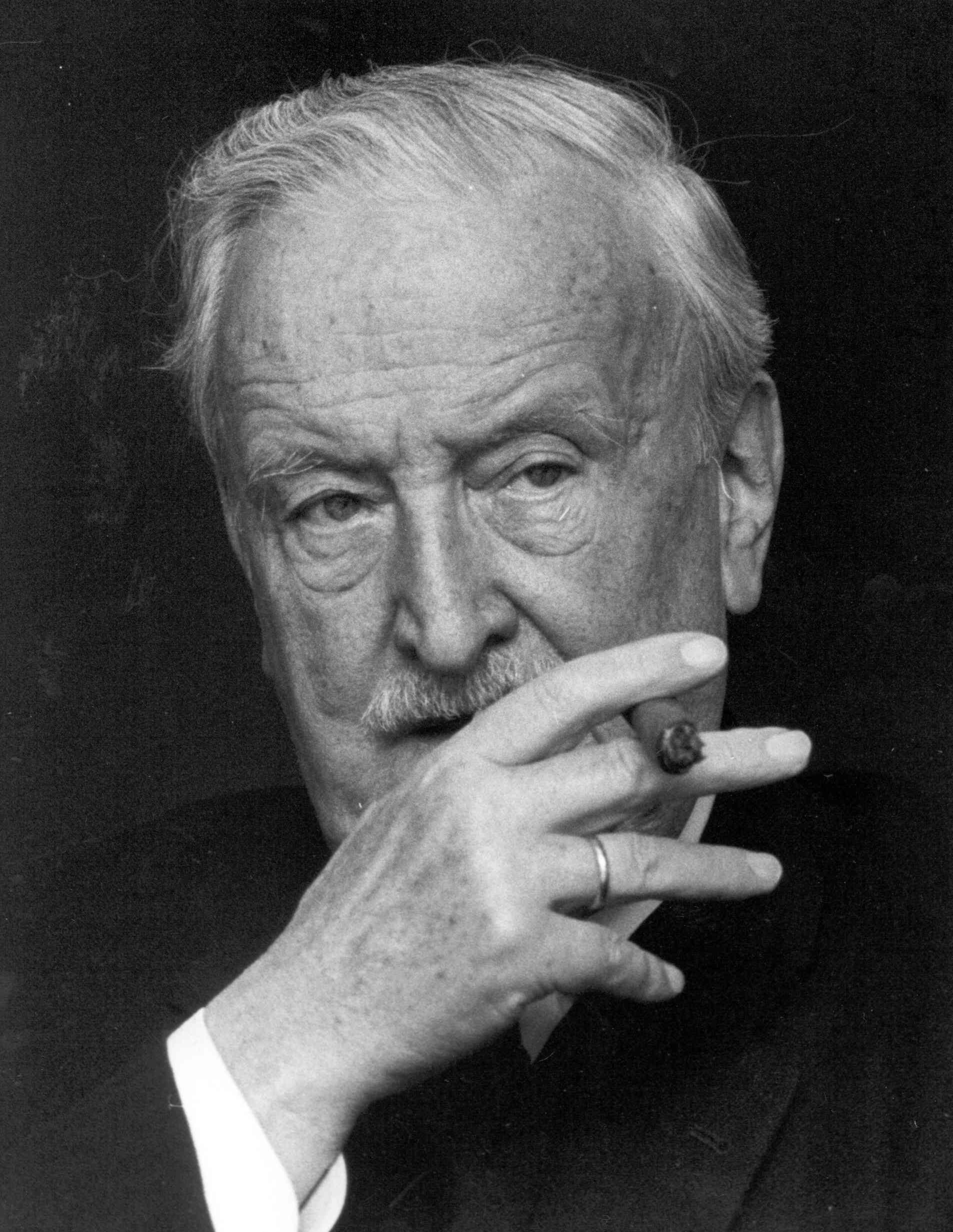
赫爾曼·約瑟夫·阿布斯（1970年)

赫尔曼·约瑟夫·阿布斯（Abs, Hermann Josef，1901年—1994年），德國銀行家，在第二次世界大戰之後的1957年－1967年，他負責西德主要銀行－Deutsche銀行的業務。他繼續遵循市場開放原則，捨棄社會經濟計劃，其措施對西德戰後經濟有著莫大的重建貢獻。